# Miodar
Miodar (Malus domestica 'Miodar') je ovocný strom, kultivar druhu jabloň domácí z čeledi  růžovitých. Plody jsou řazeny mezi odrůdy letních jablek, dozrává v červenci až srpnu.

## Historie

### Původ
Byla zaregistrována firmou Sempra Praha a VŠÚO Holovousy, s. r. o. v ČR, v roce 2004. Odrůda vznikla zkřížením odrůd  'Mio'  ×  'Quinte' . 

## Vlastnosti

### Růst
Růst bujný až střední. Odrůda vytváří rozložité koruny. Řez snáší dobře. Plodonosný obrost je na krátký.

### Plodnost
Plodí velmi brzy, někdy už ve školce.

## Plod
Plod střední až velký, kulatý až kuželovitý. Slupka hladká, bělavězelené barvy překrytá růžovou rozmytou vrstvou. Dužnina je bílá sladce navinulá.

## Choroby a škůdci
Odrůda je poměrné méně napadána strupovitostí jabloní ale naopak více je poškozována padlím.

## Použití
Je vhodná k přímému konzumu.